# Mesaud Dris
Mesaud Reduan Dris (13 de septiembre de 2001) es un deportista argelino que compite en judo. Ganó cuatro medallas en el Campeonato Africano de Judo entre los años 2022 y 2025.

## Palmarés internacional
| Campeonato Africano | Campeonato Africano      | Campeonato Africano | Campeonato Africano |
| Año                 | Lugar                    | Medalla             | Categoría           |
| ------------------- | ------------------------ | ------------------- | ------------------- |
| 2022                | Orán (Argelia)           | Medalla de oro      | –73 kg              |
| 2023                | Casablanca (Marruecos)   | Medalla de oro      | –73 kg              |
| 2024                | El Cairo (Egipto)        | Medalla de oro      | –73 kg              |
| 2025                | Abiyán (Costa de Marfil) | Medalla de bronce   | –73 kg              |